# Arena di Verona (album)
Arena di Verona è un album dal vivo di Giovanni Allevi & All Stars Orchestra, pubblicato il 6 novembre 2009. L'album è stato registrato durante il concerto tenuto dall'artista all'arena di Verona, il 1º settembre 2009, assieme a un'orchestra formata da 81 componenti provenienti da diverse nazioni. Il concerto ha avuto inizio con un brano di Wolfgang Amadeus Mozart, diretto dallo stesso Allevi.
L'album è stato pubblicato anche in una versione corredata da un DVD del concerto.

## Tracce
1. Whisper (live) – 4:17
2. Keep Moving (live) – 2:51
3. A Perfect Day (live) – 6:00
4. Corale (live) – 3:07
5. Angelo ribelle (live) – 6:52
6. Back to Life (live) – 4:56
7. Downtown (live) – 3:54
8. L'orologio degli dei (live) – 6:09
9. Jazzmatic (live) – 3:01
10. Go With the Flow (live) – 3:39
11. Aria (live) – 5:20
12. Foglie di Beslan (live) – 6:47
13. Come sei veramente (live) – 5:52
14. Prendimi (live) – 3:06
15. 300 anelli (live) – 8:30